# ولادیمیر لئونوف
ولادیمیر لئونوف (روسی: Владимир Петрович Леонов؛ زادهٔ ۲۵ آوریل ۱۹۳۷) ورزشکار دوچرخه‌سواری پیست اهل اتحاد جماهیر شوروی سوسیالیستی است.
وی در مسابقات کشوری و بین‌المللی در مجموع برندهٔ ۱ مدال برنز شده‌است.